# Proposta (diritto pubblico)
Nel diritto pubblico la proposta è l'atto giuridico con il quale un soggetto, nell'interesse pubblico, sollecita l'avvio di un procedimento da parte di un organo e, nel contempo, esprime il suo giudizio sul contenuto da dare al conseguente provvedimento.
La proposta può essere:
- facoltativa, se l'organo cui è rivolta può avviare il procedimento anche in mancanza della proposta e adottare un provvedimento difforme dalla stessa;
- obbligatoria, se l'organo cui è rivolta non può avviare il procedimento in mancanza della proposta, ma può adottare un provvedimento difforme dalla stessa;
- vincolante, se l'organo cui è rivolta non può avviare il procedimento in mancanza della proposta, né adottare un provvedimento difforme dalla stessa.

La proposta non è provvedimento ma atto endoprocedimentale, che può essere adottato in esito ad un subprocedimento. Si può considerare, al contempo, dichiarazione di volontà, in quanto atto d'iniziativa del procedimento, e dichiarazione di giudizio sul contenuto dell'atto terminale del procedimento stesso. Ciò la distingue dalla richiesta, con la quale si sollecita l'avvio del procedimento ma non si esprime alcun giudizio, e dal parere, che è dichiarazione di giudizio ma non atto d'iniziativa del procedimento. Simile alla proposta è la designazione, con la quale si indicano all'organo competente per una nomina una o più persone tra le quali deve essere individuato il nominato; la designazione, però, a differenza della proposta, non è atto d'iniziativa. Infine, proposta e richiesta si distinguono dall'istanza, la quale, pur essendo anch'essa atto d'iniziativa del procedimento, non è espressione di una pubblica potestà ma di un diritto potestativo del soggetto dalla quale proviene, nell'ambito della sua autonomia privata.
Nel diritto costituzionale italiano la dottrina, in relazione al procedimento legislativo, distingue tradizionalmente la proposta di legge, proveniente da un membro dell'assemblea legislativa cui è rivolta (Camera dei deputati, Senato della Repubblica o consiglio regionale), dal disegno di legge, proveniente invece dall'organo esecutivo (Governo o giunta regionale). Analogamente, in Francia, Spagna e Portogallo si distingue la proposta di legge, proveniente da un membro dell'assemblea legislativa, dal progetto di legge, proveniente dall'esecutivo (in Italia quest'ultimo termine ha valore generico e comprende, quindi, sia la proposta che il disegno di legge).